# Warcraft II: Beyond the Dark Portal
Warcraft II: Beyond the Dark Portal ist eine Computerspiel-Erweiterung zu Warcraft II: Tides of Darkness, die von Cyberlore Studios entwickelt wurde und von Blizzard Entertainment bzw. in Deutschland von Bomico 1996 veröffentlicht wurde. Zusammen mit dem Hauptspiel gebündelt erschien es als WarCraft II: The Dark Saga erneut für PlayStation und Sega Saturn.

## Spielprinzip
Die Erweiterung führt eine neue Kampagne für die Menschen und die Orks ein, die jeweils aus zwölf Missionen besteht. Außerdem werden rund 50 neue Multiplayer-Karten hinzugefügt. Zu den weiteren Features gehören ein neuer Umgebungstyp, Sumpfland, sowie verbesserte Heldeneinheiten mit einzigartigen Porträts, Sprachausgabe und einer zentralen Rolle in der Kampagnengeschichte.

## Entwicklung
Die CD der Erweiterung enthält zudem 16 Audiotracks, wobei es sich bei dem letzten Audiotrack, I'm a Medieval Man, um ein Easteregg handelt: Der Titel parodiert das Lied I'm a Mechanical Man aus Command & Conquer: Der Tiberiumkonflikt. Der komplette Soundtrack wurde von Glenn Stafford komponiert.

## Handlung
Thematisch knüpft das Erweiterungsset an das Ende der Menschen-Kampagne des Hauptspiels an. Das Dunkle Portal ist zerstört, doch es existiert weiterhin ein Riss zwischen den Welten, der den Übergang ermöglicht. Unter Führung des Nekromanten Ner'zhul versuchen die Orks abermals, eine dauerhafte Portalverbindung zwischen den Welten herzustellen. Aufseiten der Menschen führt eine Gruppe Helden deshalb eine Expedition nach Draenor, um den Riss für immer zu schließen, was ihr schließlich gelingt.

## Rezeption
Petra Maueröder von PC Games betonte den hohen Schwierigkeitsgrad der Mission. Das Leveldesign sei Command & Conquer: Der Ausnahmezustand jedoch in puncto Qualität unterlegen. Jörg Langer von PC Player hingegen sah die Missions-CD von Blizzard der Konkurrenz von Westwood Studios überlegen. So empfand er die Missionen interessanter als die Einzelspielerkampagne des Hauptspiels, da die Missionsziele vielfältiger seien. Auch die Helden, die einerseits sehr stark seien, aber auch nicht fallen dürfen, gäben neue Impulse. Auch der Einsatz von Magie sei nun viel stärker im Fokus. Technische Verbesserungen vermisse er. Knut Gollert von Power Play gefielen die kniffeligen und abwechslungsreichen Missionen, das düstere Grafikset und die zusätzlichen Helden. Er vermisste zusätzliche Spielelemente. Alexander Geltenpoth von PC Action gefiel des Bezwingen von Gegner in zahlenmäßiger Überlegenheit, wobei in seinen Augen der Computergegner schwächele und sich leicht durch Einheitenmassen überrumpeln lasse. Lobenswert empfand er die Zwischensequenzen.